# Máni (scalde)
 (signalé en juin 2025).
Si vous disposez d'ouvrages ou d'articles de référence ou si vous connaissez des sites web de qualité traitant du thème abordé ici, merci de compléter l'article en donnant les références utiles à sa vérifiabilité et en les liant à la section « Notes et références ».
- Archive Wikiwix
- Bing
- Cairn
- DuckDuckGo
- E. Universalis
- Gallica
- Google
- G. Books
- G. News
- G. Scholar
- Persée
- Qwant
- (zh) Baidu
- (ru) Yandex
- (wd) trouver des œuvres sur Wikidata

Máni est un scalde islandais actif à la fin du XIIe siècle et au début du XIIIe siècle. Il fut l'un des poètes de court du roi de Norvège Magnús Erlingsson, comme l'indique le Skáldatal.
La Sverris saga, dans un chapitre connu sous le nom de Mána þáttr Íslendings ou Mána þáttr skalds, relate la rencontre de Máni et Magnús.  À son retour de Rome, le poète se présenta au roi. Il avait alors l'apparence d'un mendiant, mais salua noblement Magnús, qui lui demanda de réciter un poème. Máni choisit l’Útfarardrápa de Halldórr skvaldri, qui évoque  le roi Sigurðr Jórsalafari, grand-père de Magnús. Le poème fut très bien accueilli. Il composa ensuite deux strophes sur les fous du roi, qui suscitèrent une grande hilarité. C'est ainsi qu'il entra dans la compagnie de Magnús.    
En plus de ces deux strophes, la Sverris saga a conservé une lausavísa dans laquelle le poète réclame un vent favorable, qui lui valut une tunique comme récompense de la part du roi.
L’Íslendinga saga (185) contient aussi une strophe de Máni. Elle évoque les cadeaux offerts par le jarl norvégien Håkon Galin à Snorri Sturluson.
Une autre demi-stophe est citée par Snorri dans le Skáldskaparmál.